# Tân Lợi, Đồng Nai
Tân Lợi là một xã thuộc tỉnh Đồng Nai, Việt Nam.
Xã Tân Lợi có diện tích 124,83 km², dân số năm 2002 là 2.117 người, mật độ dân số đạt 17 người/km².